# Thomas Daykin
Thomas Daykin (tháng 8 năm 1882 – sau 1914) là một cầu thủ bóng đá người Anh có 135 lần ra sân ở Football League thi đấu cho Sunderland và Birmingham. Ông thi đấu ở vị trí wing half.